# Hrom pentafluorid
Hrom pentafluorid je neorgansko jedinjenje sa hemijskom formulom CrF5. To je crvena isparljiva čvrsta materija koja se topi na 30 °C; lako se hidrolizuje do hroma(III) i hroma(VI). Ovo jedinjenje ima istu kristalnu strukturu kao i vanadijum pentafluorid. Ono ima najviše oksidaciono stanje među poznatim fluoridima hroma, pošto hipotetični hrom heksafluorid još uvek nije sintetisan.
Hrom pentafluorid je jedan od produkata dejstva fluora na smešu kalijumnih i hromnih hlorida.
U pogledu strukture, ovo jedinjenje je jednodimenzioni koordinacioni polimer. Svaki Cr(V) centar ima oktaedralnu molekularnu geometriju.